# Relations entre la France et Taïwan

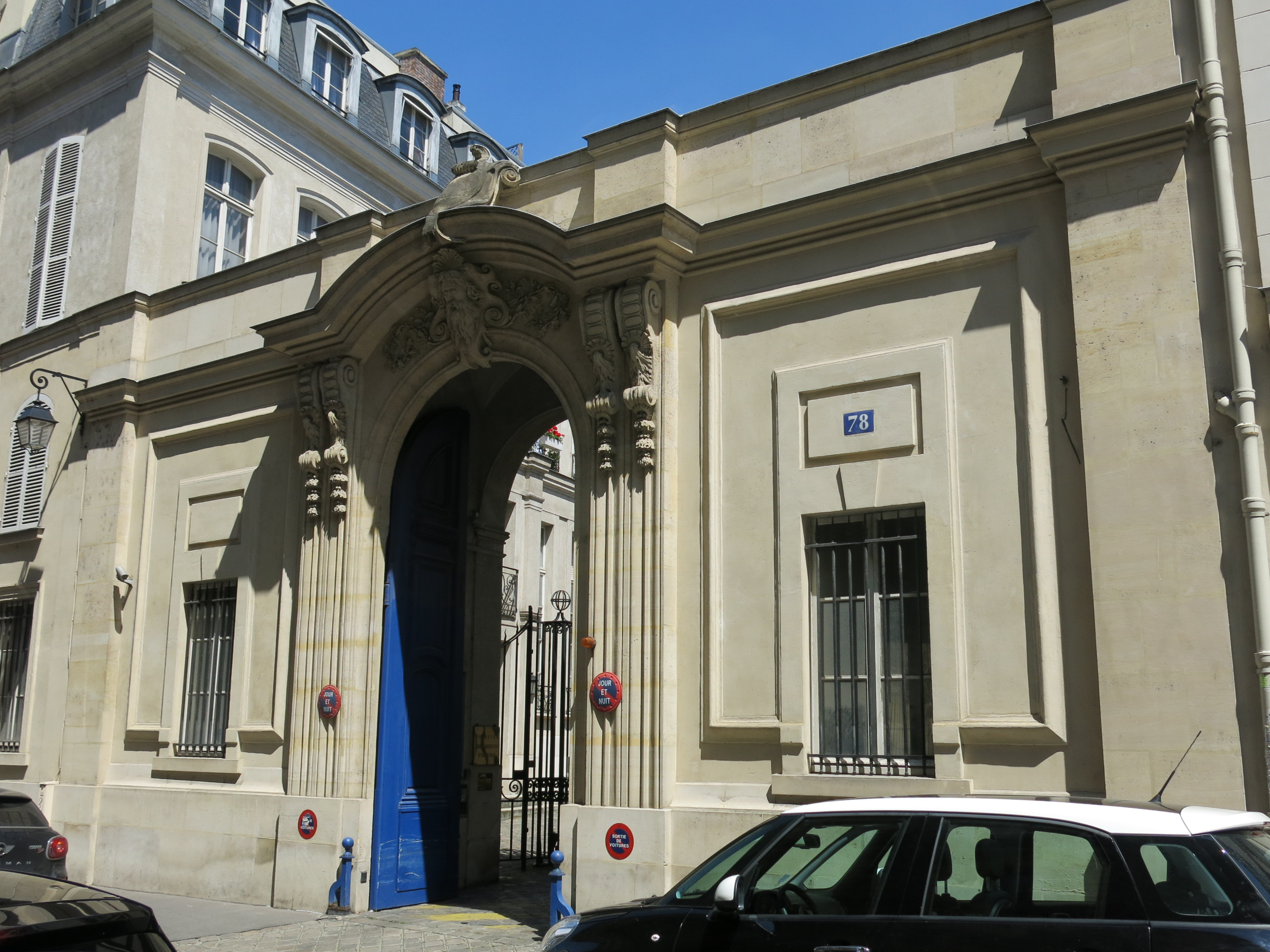
Bureau de représentation de Taipei en France.

Les relations entre la France et Taïwan désignent les relations diplomatiques bilatérales s'exerçant entre, d'une part, la République française, État principalement européen, et de l'autre, la république de Chine, État insulaire d'Asie de l'Est.
Les relations diplomatiques ont été rompues en 1964, lorsque le général de Gaulle a reconnu la légitimité de la république populaire de Chine au détriment de la république de Chine.

## Histoire

### Avant la guerre civile chinoise
Les relations entre la France et la République de Chine avant 1948 sont détaillées dans l'article Relations entre la Chine et la France. Les relations entre la France et l'île de Taïwan avant cette époque sont limitées. L'île est principalement connue pour avoir été le théâtre de la Campagne de Keelung durant la guerre franco-chinoise.

### La vision gaullienne (1964)
Au cœur de la guerre foide, le général de Gaulle cherche à déployer une diplomatie indépendante vis-à-vis des États-Unis d'Amérique et à se rapprocher des pays communistes. Conscient que le rapport de force économique, démographique et militaire a basculé, en Chine, en faveur de Mao Zedong, il renonce à tout contact diplomatique avec Taïwan. 

### Remise en cause dans les années 1990
Au début des années 1990, la France vendait encore des armes à Taïwan, ce qui lui valut l'inimitié de la république populaire de Chine. La France a renoncé à la vente d'armes à Taïwan en 1994. Cependant, alors que les tensions entre la Chine et Taïwan sont grandissantes, la France renoue le contact avec Taïwan, notamment par la vente d'équipement militaire à l'État insulaire entre janvier et septembre 2020.

## Période contemporaine
En 2020, le commerce de biens entre les deux est de 4,58 Md EUR. C'est le 36e partenaire commercial de la France en 2018. Les premiers postes en 2019 sont le matériel de transport pour l'export français, et l'électronique pour l'export taïwanais.
Les échanges culturels sont aussi présents, comme en témoignent le Filmosa Festival à Paris et le Prix de la Fondation culturelle franco-taïwanaise établi en 1996. Au moins trois villes françaises sont jumelées avec des villes taïwanaises.
En 2020, Taïwan annonce l'ouverture d'un second bureau de représentation en France à Aix-en-Provence, après celui de Paris.